# Џексонвил Бич
Џексонвил Бич (енгл. Jacksonville Beach) град је у америчкој савезној држави Флорида. По попису становништва из 2010. у њему је живело 21.362 становника.

## Демографија
Према попису становништва из 2010. у граду је живело 21.362 становника, што је 372 (1,8%) становника више него 2000. године.
| Група             | 2000.          | 2010.          |
| Белци             | 18.675 (89,0%) | 18.784 (87,9%) |
| Афроамериканци    | 1.011 (4,8%)   | 832 (3,9%)     |
| Азијати           | 342 (1,6%)     | 369 (1,7%)     |
| Хиспаноамериканци | 628 (3,0%)     | 923 (4,3%)     |
| Укупно            | 20.990         | 21.362         |